# チャンネル13 (チリ)
チャンネル13 (Canal 13)は、チリのテレビチャンネルである。

## テレビジョン放送局
- 13C
- 13HD
- 13 Valparaíso
- 13 Concepción

## ラジオ放送局
- Horizonte.cl
- Oasis FM
- Play FM
- Sonar FM
- Top FM

## インターネットサービスプロバイダ
- 13.cl
- WOW